# Gamasomorpha camelina
Gamasomorpha camelina là một loài nhện trong họ Oonopidae.
Loài này thuộc chi Gamasomorpha. Gamasomorpha camelina được Eugène Simon miêu tả năm 1893.